# William Reginald Ward
William Reginald Ward (1925 – 2010) est un historien britannique qui est président de la Ecclesiastical History Society et secrétaire, président et vice-président de la Chetham Society.

## Biographie
Il est né à Chesterfield, dans le Derbyshire, de parents méthodistes primitifs. Il étudie à Oxford, où il rencontre sa future épouse, Barbara. Il enseigne au Ruskin College tout en préparant son doctorat.
Initialement, Ward concentre ses études sur l'histoire britannique du XVIIIe siècle, mais l'essentiel de son travail concerne l'histoire religieuse. Il est l'un des co-éditeurs de l'édition définitive et scientifique des œuvres de John Wesley.
Il est membre de la Chetham Society, en tant que membre du conseil (1964-2010), secrétaire (1964-1984), président (1984-1992) et vice-président (1993-2010). Il est membre de la Royal Historical Society et de la British Academy et également président de la Ecclesiastical History Society (1970-1971).

## Travaux
- Georgian Oxford : University Politics in the Eighteenth Century (Clarendon Press, 1958).
- Victorian Oxford (Routledge, 1965).
- Religion & Society in England: 1790-1850 (HarperCollins, 1972).
- The Protestant Evangelical Awakening (Cambridge University Press, 1992).
- Christianity under the Ancien Régime, 1648-1789 (Cambridge University Press, 1999).
- Early Evangelicalism: A Global Intellectual History, 1670-1789 (Cambridge University Press, 2006).